# ハウスドルフ＝ヤングの不等式
数学におけるハウスドルフ＝ヤングの不等式（ハウスドルフ＝ヤングのふとうしき、英: Hausdorff-Young inequality）は、周期函数のフーリエ係数のLq-ノルム（q ≥ 2）評価を与える不等式である。はじめに William Henry Young (1913) は、特別な値の q に対してこの不等式を証明し、その後  Hausdorff (1923) は一般の場合について証明した。より一般に、この不等式は Rn のような局所コンパクト群上の函数のフーリエ変換に対しても適用され、この場合については Babenko (1961) と Beckner (1975) がより強い評価を与えるバベンコ＝ベックナーの不等式を発見している。
ここでフーリエ作用素を考える。すなわち単位円上の函数 {\displaystyle f} に対して、そのフーリエ係数の列
{\displaystyle {\widehat {f}}(n)={\frac {1}{2\pi }}\int _{0}^{2\pi }e^{-inx}f(x)\,dx,\quad n=0,\pm 1,\pm 2,\dots }
を返す作用素 T を考える。パーセバルの定理によれば、T は {\displaystyle L^{2}} から {\displaystyle \ell ^{2}} への有界作用素で、そのノルムは 1 である。一方、明らかに
{\displaystyle |(Tf)(n)|=|{\widehat {f}}(n)|=\left|{\frac {1}{2\pi }}\int _{0}^{2\pi }e^{-int}f(t)\,dt\right|\leq {\frac {1}{2\pi }}\int _{0}^{2\pi }|f(t)|\,dt}
であるため、T は {\displaystyle L^{1}} から {\displaystyle \ell ^{\infty }} へのノルム 1 の有界作用素でもある。したがってリース＝ソリンの定理により、任意の 1 < p < 2 に対して、{\displaystyle L^{p}} から {\displaystyle \ell ^{q}} への作用素として T はノルム 1 で有界である。ここで
{\displaystyle {\frac {1}{p}}+{\frac {1}{q}}=1}
である。すなわち次が得られる。
{\displaystyle \left(\sum _{n=-\infty }^{\infty }|{\widehat {f}}(n)|^{q}\right)^{1/q}\leq \left({\frac {1}{2\pi }}\int _{0}^{2\pi }|f(t)|^{p}\,dt\right)^{1/p}.}
これが有名なハウスドルフ＝ヤングの不等式である。p > 2 に対して、この不等式の自然な拡張は成り立たず、ある函数が {\displaystyle L^{p}} に属するという事実は、それが {\displaystyle \ell ^{2}} に属するという事実を意味するのみであり、そのフーリエ級数の成長の次数についての他の情報は得られない。

## 最適な推定
ハウスドルフ＝ヤング不等式は、調和解析の理論による注意深い評価を用いることで最適なものとすることが出来る。{\displaystyle 1<p\leq 2} に対して {\displaystyle f\in L^{p}} であるなら、最適な評価は
{\displaystyle \|{\hat {f}}\|_{L^{q}}\leq p^{1/2p}q^{-1/2q}\|f\|_{L^{p}}}
となる。ここで {\displaystyle q=p/(p-1)} は {\displaystyle p} のヘルダー共役である(Cifuentes 2010)。